# Замковая улица (Минск)
Замковая улица (бел. Замкавая вуліца) — улица в историческом центре Минска, в Раковском предместье. Проходит до Обойной улицы.

## История
Замковая улица — одна из старейших в городе, она изначально проходила по территории Минского замка, позднее Замчища (этот участок не сохранился), а существующий участок соединял замок с Пятницким концом. Бо́льшая часть застройки и собственно улицы была уничтожена в 1985 году. Часть ранее снесённых домов была восстановлена по архивным материалам при строительстве гостиницы «На Замковой», занимающей сейчас нечётную сторону улицы.

## Описание
Сохранившийся участок Замковой улицы проходит от тупика во дворе домов по проспекту Победителей на запад до перекрёстка Обойной, улицы Освобождения и улицы Димитрова. Нумерация домов — в сторону Обойной улицы.

## Примечательные здания и сооружения
Застройка улицы воспроизводит ансамбль каменной застройки конца XIX — начала XX века в стиле эклектики. Все дома ансамбля охраняются как историко-культурные ценности (номер 711Е000001).
По нечётной стороне
- № 25-29 — двухэтажные дома второй половины XIX века (восстановлены), фасады которых плотно прилегают друг к другу.
- № 31 — двухэтажный неоштукатуренный дом начала XX века, с бывшей проездной аркой в северо-западной части. Главный фасад разделён межэтажным карнизным поясом. Завершающий карниз декорирован поясом фигурных сухариков. Окна верхнего этажа украшены лучковыми сандриками[1].

По чётной стороне
- № 28 — здание конца XIX века, историко-культурная ценность, код 713Г000034.